# Titoizm
Titoizm – termin określający ideologię polityczną nazwaną od jugosłowiańskiego przywódcy Josipa Broza Tity, przede wszystkim używany dla opisu „schizmy” pomiędzy Jugosławią a Związkiem Radzieckim po zakończeniu II wojny światowej, kiedy to Komunistyczna Partia Jugosławii odmówiła dalszego podporządkowywania się rozkazom płynącym z Moskwy. Termin ten miał początkowo znaczenie pejoratywne i został utworzony przez władze ZSRR w okresie szczególnie mocnych tarć pomiędzy oboma krajami w latach 1948–1955.

## Geneza
W odróżnieniu od reszty Europy Wschodniej Jugosławia pod przywództwem marszałka Tito, pozostała stosunkowo niezależna od ZSRR. Wynikało to z faktu, że jugosłowiańscy partyzanci wyzwolili kraj z tylko nieznaczną pomocą Armii Czerwonej. Jugosławia nigdy nie zaakceptowała pełnego członkostwa w RWPG, a sam Tito otwarcie odrzucał wiele aspektów stalinizmu.
Bezpośrednią przyczyną konfliktu ze Stalinem był projekt Federacji Bałkańskiej, wypracowany wspólnie z Georgim Dymitrowem. Doprowadziło to do podpisania porozumienia o współpracy bułgarsko-jugosłowiańskiej w 1947 roku w Bledzie (Dymitrow podczas wizyty w Bukareszcie w 1948 nakłaniał także Rumunię do dołączenia do federacji). Stalin obawiał się, że Federacja Bałkańska mogłaby stać się przeciwwagą dla ZSRR.
W czerwcu 1948 na naradzie partii komunistycznych (Kominform) w Bukareszcie uchwalona została rezolucja potępiająca KPJ za odejście od marksizmu-leninizmu. Tito odpowiedział represjami wobec zwolenników Związku Radzieckiego. Wielu dysydentów trafiło do obozu karnego na wyspie Goli otok.
Związek Radziecki i jego państwa satelickie wobec tego oskarżały najczęściej Jugosławię o faszyzm i trockizm. W titowskich ideach samoupravljanje (samorządu) Sowieci widzieli zalążki korporacjonizmu. Propagandowe ataki, posługujące się m.in. karykaturą Tito Rzeźnik [klasy pracującej], miały na celu przedstawienie go jako agenta zachodniego imperializmu. Choć jednak Tito był traktowany na Zachodzie jako sojusznik, to nigdy nie sprzestał być komunistą.
Pomimo tego, że ZSRR pod przywództwem Nikity Chruszczowa podczas procesu destalinizacji, zrewidował swój stosunek do Jugosłowian, ci nigdy nie wykazali entuzjazmu względem Związku Radzieckiego. Ten ostatni chciał tak naprawdę uzyskać wpływy w ruchu państw niezaangażowanych. Konserwatywne podejście Leonida Breżniewa ochłodziło ponownie stosunki pomiędzy oboma krajami (choć nigdy nie pogorszyły się one tak, jak za Stalina).

## Charakterystyka
Titoizm opiera się przede wszystkim na założeniu, iż w każdym kraju, przy zachowaniu podstawowych komunistycznych celów i zasad, działania polityczne i kształt ustroju muszą być dopasowane do specyficznych warunków w nich panujących. Powinno to przeważać nad dyrektywami płynącymi z zewnątrz, przedstawiającymi mechanizmy sprawdzone gdzie indziej. W interpretacji Tito oznaczało to, iż komunistyczny cel powinien zostać osiągnięty niezależnie od (a później także w opozycji do) działań Związku Radzieckiego.
Początkowo komuniści jugosłowiańscy prowadzili politykę ultralewicową, krytykując w czasie II wojny światowej taktykę „frontu narodowego” i ograniczanie się do haseł ogólnodemokratycznych. Po zerwaniu ze Stalinem istotą titoizmu, którego głównym ideologiem był Edvard Kardelj, stało się przeciwdziałanie biurokratycznej deformacji socjalizmu. Miało to być realizowane poprzez rozwój samorządu w „organizacjach pracy zespolonej” (zakładach pracy) i gminach, które miały regulować wzajemne stosunki na drodze wzajemnych porozumień. Organy władzy oparte miały być na systemie delegackim. W praktyce oznaczało to zarządzanie zakładami pracy przez rady robotnicze, które decydują o podziale wypracowanego dochodu. W systemie samorządu terytorialnego organy wyższego rzędu mogły nadzorować przestrzeganie prawa przez organy niższego rzędu, ale nie mogły wydawać im poleceń.
W polityce zagranicznej titoiści kładli nacisk na niezależność kraju i jego pozablokowy status, współtworząc Ruch Państw Niezaangażowanych.

## Rezultaty i wpływy
Titoizm pozyskał w latach 40. wpływy w partiach komunistycznych m.in. Polski (Władysław Gomułka), Węgier (László Rajk, Imre Nagy), Bułgarii (Trajczo Kostow), Czechosłowacji (Vlado Clementis), Rumunii (Lucrețiu Pătrășcanu).
W późniejszym czasie Jugosławia poparła czechosłowackiego przywódcę Aleksandra Dubčeka w czasie Praskiej wiosny 1968 roku, a także pielęgnowała specjalne relacje z rumuńskim prezydentem Nicolae Ceaușescu. Titoizm był zbliżony do koncepcji Dubčeka „Socjalizmu z ludzką twarzą”, a Ceaușescu zyskał sympatię Jugosłowian po tym jak odmówił wzięcia udziału w radzieckiej inwazji na Czechosłowację. Ten ostatni podjął titoistowską ideę titoizmu narodowej drogi do socjalizmu, ale połączył to z rumuńskim nacjonalizmem i kultem wodza (przypominającym północnokoreański Dżucze).
Ideologia Tito stała się mniej wyrazista pod presją rozmaitych jugosłowiańskich grup nacjonalistycznych i mającej miejsce w latach 70. tzw. chorwackiej wiosny (okresu działalności ruchu politycznego żądającego większych praw dla Chorwatów, jak również reform ekonomicznych i politycznych). Jednakże w kwestiach gospodarczych idee pozostawały niezmienione, przyczyniając się do stosunkowo wysokiego poziomu życia w kraju, faktycznie odizolowanego od innych krajów socjalistycznych Europy Wschodniej. Pomimo ciągłego podkreślania charakteru oficjalnej ideologii państwowej, wszystkie aspekty titoizmu zostały zrewidowane zaraz po śmierci Tity w 1980 roku. W latach 80. miał miejsce wzrost nacjonalizmu, a titoizm stał się jednym z głównych elementów tzw. Jugo-nostalgii.